# Bhárhut

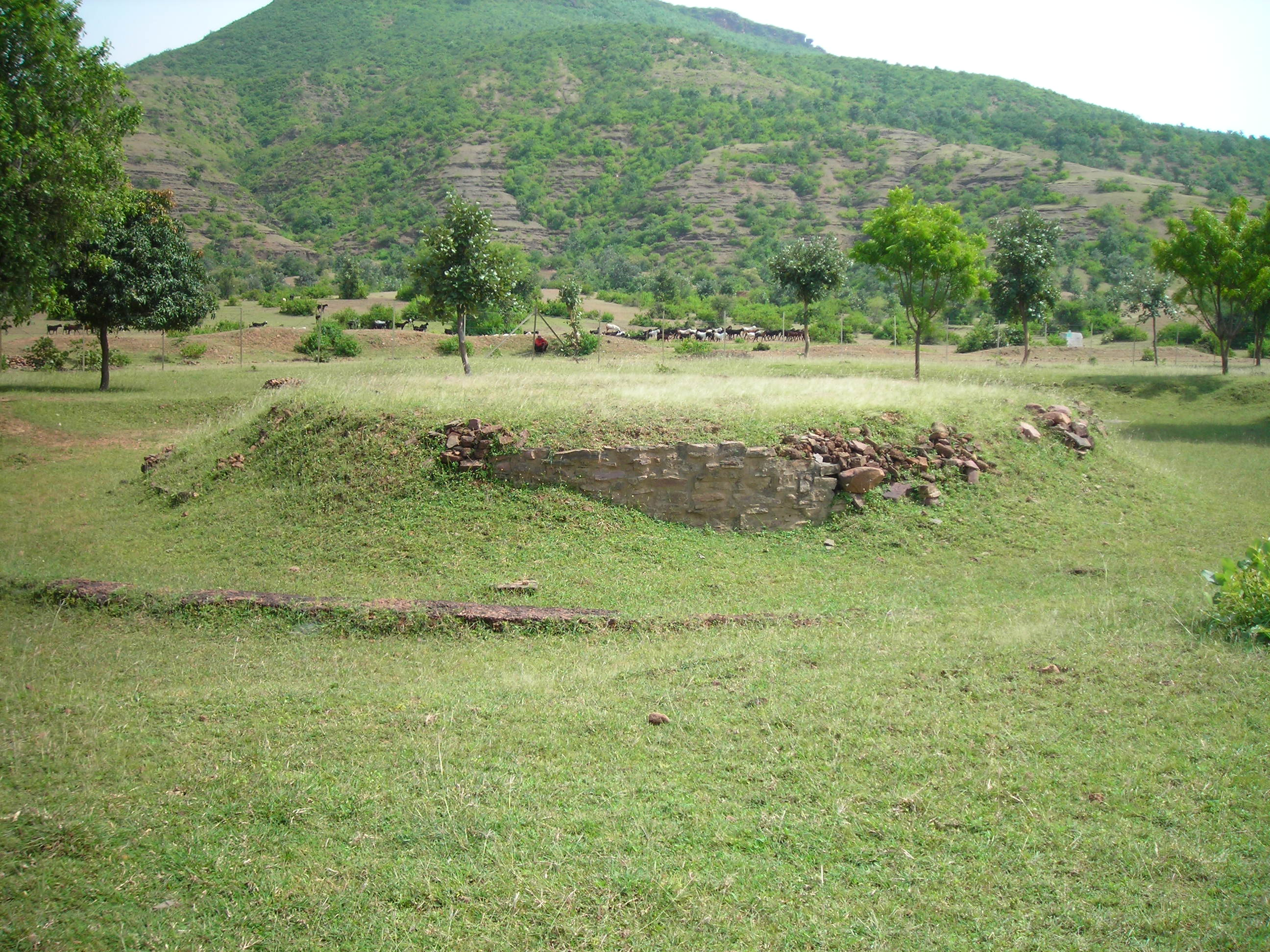
Tamější pozůstatky jedné ze stúp

Bhárhut je název indické oblasti v Madhjapradéši, která je známá zejména díky svým buddhistickým památkám v čele s tamější stúpou. Ta byla založena ve 3. století př. n. l. maurijským králem Ašókou, případně až o století později. Je pokryta množstvím reliéfů, které vyobrazují příběhy z minulých životů Gautamy Buddhy. V současnosti je oblast jedním z vedlejších poutních buddhistických míst.